# Vicente Lombardo Toledano

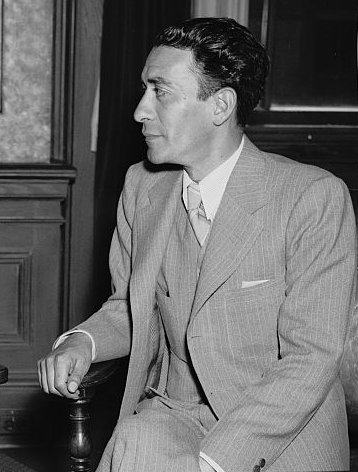
Vicente Lombardo Toledano

Vicente Lombardo Toledano (* 16. Juli 1894 in Teziutlán/Puebla; † 16. November 1968 in Mexiko-Stadt) war ein mexikanischer Gewerkschafter und Politiker, Gründer der Confederación de Trabajadores de México (CTM), der Partido Popular (PT) und der Universidad Obrera de México.

## Biografie
Vicente Lombardo war der Sohn eines aus Italien stammenden Bergbauingenieurs.
Lombardo, der zur „Generation von 1915“ gehörte, studierte Rechtswissenschaften an der Escuela Nacional Preparatoria, habilitierte im Fachbereich Philosophie an der Universidad Nacional de México (später UNAM) und unterrichtete an den beiden Hochschulen auch. 1923 wurde er in die Confederación Regional Obrera Mexicana (CROM) aufgenommen, aus der er 1932 wieder austrat. Er war Direktor der Escuela Nacional Preparatoria und war Mitbegründer der Universidad Obrera de México.
Im Februar 1921 wurde er „Oficial Mayor del Gobierno“ im Distrito Federal de México, war von 1924 bis 1925 Interimsgouverneur des Bundesstaates Puebla, 1925 im Stadtrat von Mexiko-Stadt und war von 1925 bis 1928 Abgeordneter der Partido Laboral im Kongress der Union Mexiko. Von 1936 bis 1940 fungierte er als Generalsekretär der von ihm gegründeten Confederación de Trabajadores de México, war Generalsekretär der Confederación de Trabajadores de América Latina (CTAL) und von 1945 bis 1965 Vizepräsident des Weltgewerkschaftsbundes.
1948 gründete er dann die Partido Popular, aus der dann die Partido Popular Socialista (PPS) hervorging. Bei der Präsidentschaftswahl in Mexiko 1952 kandidierte er für die PPS, erreichte jedoch mit nur 72.482 von 3.651.483 Stimmen (= 1,98 %) abgeschlagen den vierten Platz. Von 1964 bis 1968 war er für die PPS erneut Abgeordneter des mexikanischen Parlamentes.